# تياغو سيلفا (لاعب كرة قدم مواليد 1983)
تياغو سيلفا (22 يونيو 1983 في ساو برناردو دو كامبو في البرازيل – )؛ هو لاعب كرة قدم كان يلعب كلاعب وسط.

## وصلات خارجية
- تياغو سيلفا (1983) على موقع قاعدة بيانات كرة القدم.إي يو (الإنجليزية)
- تياغو سيلفا (1983) على موقع Soccerway.com (الإنجليزية)
- تياغو سيلفا (1983) على موقع عالم كرة القدم.نت (الإنجليزية)